# (6108) Glebov
(6108) Glebov es un asteroide perteneciente al cinturón de asteroides, región del sistema solar que se encuentra entre las órbitas de Marte y Júpiter, descubierto el 18 de agosto de 1971 por Tamara Mijáilovna Smirnova desde el Observatorio Astrofísico de Crimea (República de Crimea).

## Designación y nombre
Designado provisionalmente como 1971 QN. Fue nombrado Glebov en homenaje al académico Igor 'Alekseevich Glebov, destacado científico en el campo de la ingeniería eléctrica y la ingeniería de energía, desde 1975 director del Instituto de Investigación Científica de Ingeniería de Máquinas Eléctricas en San Petersburgo. También se le reconoce por su trabajo en sistemas de control para turbogeneradores de potencia y su aplicación de superconductividad en ingeniería de máquinas eléctricas.

## Características orbitales
Glebov está situado a una distancia media del Sol de 2,193 ua, pudiendo alejarse hasta 2,639 ua y acercarse hasta 1,747 ua. Su excentricidad es 0,203 y la inclinación orbital 2,882 grados. Emplea 1186,57 días en completar una órbita alrededor del Sol.

## Características físicas
La magnitud absoluta de Glebov es 14,2. Tiene 3,385 km de diámetro y su albedo se estima en 0,367. 